# Tscherenkow-Blitz
Tscherenkow-Blitze entstehen durch von kosmischer Strahlung ausgelöste Teilchenschauer, wenn die Teilchen mit nahezu Lichtgeschwindigkeit die Hochatmosphäre durchqueren, bis sie ihrerseits kollidieren. Sie erzeugen dabei Tscherenkow-Strahlung. Mit dem Auge sind die Blitze nicht wahrnehmbar.
In der Erdatmosphäre werden in circa zehn Kilometern Höhe durch einzelne, extrem energiereiche Gammastrahlungs-Quanten von Galaxien und Supernova-Überresten Hunderte von energiereichen Sekundärteilchen ausgelöst. Diese wiederum sind ebenso wie die Gammaquanten selbst zunächst nicht direkt sichtbar, sondern erzeugen beim Abbremsvorgang einen Schauer von weiteren Sekundärteilchen hoher Energie, die in der Hochatmosphäre gerichtete Lichtblitze hervorrufen. Die Untersuchung dieser Leuchterscheinungen spielt in der Gammaastronomie eine wichtige Rolle. Die Tscherenkow-Strahlung ist nur schwierig zu beobachten, obwohl die auslösenden Gammaquanten enorme Energien von einigen Teraelektronenvolt haben (billionenmal mehr als Quanten sichtbaren Lichtes). Sie können nur vom Weltraum aus oder mit Tscherenkow-Teleskopen von der Erdoberfläche aus beobachtet werden; die am Boden auftreffenden Photonen liegen im blauen Spektralbereich, daher werden die Erscheinungen gelegentlich auch als Blaue Blitze bezeichnet.
Interessant ist die Beobachtung der Tscherenkow-Blitze für Astrophysiker, weil damit Energie und Richtung eintreffender energiereicher Gammaquanten bestimmt werden kann. Die Herkunft solch energiereicher Gammaquanten ist teilweise noch nicht geklärt.
Die Forschungen begannen 1989 am Whipple-Tscherenkow-Teleskop, einem Metallspiegel von etwa 10 Metern, mit dem das erste Mal von der Erde aus eine extragalaktische Gammaquelle beobachtet werden konnte. Mit Instrumenten der zweiten Generation, unter anderem den HEGRA-Teleskopen auf der kanarischen Insel La Palma, wurde ein weiteres Dutzend Objekte entdeckt. Das erste große Tscherenkow-Teleskop, das High Energy Stereoscopic System (H.E.S.S.) ging 2002 in Namibia in Betrieb und registriert die Tscherenkow-Blitze mit einer Anordnung von vier großen Spiegeln. Das Projekt wird von 70 Wissenschaftlern aus Europa und Afrika betreut. Aus Deutschland sind das Max-Planck-Institut für Kernphysik und vier weitere Institute beteiligt.
Die MAGIC-Teleskope auf La Palma (Inbetriebnahme ab 2004, MAGIC II ab 2009) registrieren die Tscherenkow-Blitze und deren Zeitverlauf. Damit können sie Art und Energie der eintreffenden Kosmischen Strahlung im Bereich von 30 GeV bis 30 TeV indirekt detektieren. Sie liefern ein stereoskopisches Bild der blauen Strahlungskegel mit einer Zeitauflösung von 1 ns.